# Merlin 1
Merlin 1 is een serie raketmotoren van SpaceX die werden ontwikkeld voor de Falcon-raketten.
Merlin 1’s zijn vloeibarebrandstofmotoren die  RP-1 (raketkerosine) met vloeibare zuurstof verbranden. De verbranding gebeurt volgens een open verbrandingscyclus. Voor vacuüm aangepaste uitvoeringen van de Merlin 1 worden M-vac genoemd; die hebben een verlengde straalbuis. 
Er zijn vier (goedbekeken vijf) versies van de Merlin 1 ontwikkeld. In de Falcon 1 was een Merlin 1-motor in de eerste trap te vinden. In de Falcon 9 zitten negen Merlin 1’s in de eerste trap en een M-vac in de tweede trap. In de Falcon Heavy zitten 27 Merlin 1-motoren verspreid over de drie boostertrappen en 1 M-vac in de bovenste trap. 
De motoren werden ontworpen door SpaceX’ toenmalige chief propulsion engineer Tom Mueller. Bij de upgrades van de Merlin 1D tot de uitvoeringen voor de Full Thrust- en Block-5 varianten was Mueller meer vanaf de zijlijn als adviseur betrokken en had Elon Musk de leiding over het ontwerpteam. De naam “Merlin” is net als bij de Falcon-raketten en de Raptor- en Kestrel-motoren de Engelse naam van een roofvogel, in dit geval het smelleken.

## Versies

### Merlin 1A
De Merlin 1A werd ontworpen als hoofdmotor voor de eerste trap van Falcon 1. De motor werd op de eerste twee vluchten gebruikt. De eerste vlucht mislukte doordat een brandstofleiding van de Merlin losraakte. Op de tweede vlucht werkte de motor naar behoren. De vlucht mislukte echter in een later stadium. 
De turbopomp gebruikte hetzelfde type turbinewielen dat werd ontwikkeld voor de NASA Fastrac-motor die was ontworpen voor de Orbital Sciences X-34. Die werden geleverd door Barber Nichols. De kunststof verbrandingskamer en straalpijp koelden door middel van ablatie, dat wil zeggen dat deze langzaam verbrandde maar de vlucht te kort duurde om volledig op te branden. Om te voorkomen dat de ablatieve verbrandingskamer niet te snel verbrandde, moest 4 à 5 procent op de potentiële stuwkracht worden ingehouden. De motor werd vanaf de grond ontstoken.

### Merlin 1B
De Merlin 1B werd ontwikkeld voor onder meer de Falcon 1, Falcon 5 (die nooit werd gebouwd) en een vroeg ontwerp van de Falcon 9. Deze motor werd echter nooit gebruikt omdat al snel de krachtiger Merlin 1C werd ontworpen. 
De Merlin 1B had een krachtiger turbopomp, ontsteking werd net als bij de latere uitvoeringen door ontstekingsvloeistof TEA-TEB gedaan. Dit is een pyrofore mix van tri-ethylaluminium en tri-ethylboraan die bij contact met zuurstof spontaan ontbrandt. Net als de Merlin 1A had de Merlin 1B een ablatieve straalpijp.

### Merlin 1C
De Merlin 1C werd op de laatste drie vluchten van de Falcon 1 gebruikt. Een belangrijk verschil met de eerdere Merlins is dat de verbrandingskamer en straalpijp een geforceerde koeling hadden. Deze koelt doordat 45 kg/s RP-1 brandstof door kleine leidingen in de wand van de verbrandingskamer en straalpijp stroomt alvorens ze in de verbrandingskamer komt.
De eerste van die vluchten mislukte doordat er na het uitschakelen van de motor nog een restant brandstof in de verbrandingskamer ontbrandde en de eerste trap daardoor tegen de net afgekoppelde tweede trap botste.
De uitlaatpijp van de turbopomp was bij de Falcon 1 beweegbaar zodat met de druk daarvan een gecontroleerde rolbeweging kon worden bewerkstelligd. Bij de Falcon 9 1.0 was die uitlaatpijp een vaste pijp.
Nadat de Falcon 1 buiten bedrijf werd genomen werd de Merlin 1C op de Falcon 9 1.0 gebruikt. De eerste trap bevatte negen Merlin 1C’s en de tweede trap 1 M-vac uitvoering daarvan. Bij de vierde vlucht explodeerde een motor waardoor de secondaire vracht niet in de juiste baan kon worden afgezet.

### Merlin 1D
De Merlin 1D is een motor die sinds 2012 in gebruik is. De motor heeft sinds haar introductie een aantal upgrades ondergaan waardoor de kracht bijna verdubbelde. Op de Falcon 9 1.1 werden 9 Merlin 1D’s en een M-vac 1D gebruikt met dezelfde brandstoftemperaturen als in de Falcon 9 1.0. 
De Merlin 1D wordt ook als retromotor gebruikt om de eerste trap van de Falcon 9 te laten afremmen en landen. Vaak wordt daarvoor alleen de middelste motor gebruikt maar bij zware vluchten met een hogere terugkeersnelheid ontbranden drie van de negen motoren bij de landing.
De eerste keer dat een Merlin 1D werd gebruikt was op 21 september 2012 bij de VTVL-tests met de testraket Grashopper die met een Merlin 1D was uitgerust. De eerste reguliere vlucht van een Merlin 1D was de lancering van Cassiope op 29 september 2013 met de eerste Falcon 9 1.1.
In de Falcon 9 Full Thrust werd de RP-1 gekoeld tot −7°C en de zuurstof tot −206°C, net boven het stollingspunt van zuurstof. Hierdoor krimpen de brandstof en oxidator, waardoor er meer in de tanks en door de leidingen past en er zodoende meer van verbrand kan worden. Dit resulteerde in eerste instantie in 25% meer stuwkracht. In de maanden na de introductie werd nog eens 15% stuwkracht gewonnen.
Voor de Falcon 9 Block 5 werd de stuwkracht van de Merlin 1D nog eens met 8% verhoogd door de grenzen van de motor op te zoeken. Ook werden nieuwe turbopompen ontwikkeld omdat sommige rotorbladen na raketlandingen haarscheurtjes bleken te vertonen. Over de Block 5-uitvoering tweette Elon Musk dat die eigenlijk Merlin 1E had moeten heten. Bij de ontwikkeling van deze upgrades was Tom Mueller niet meer als ontwerper maar nog wel als adviseur betrokken.
Op 18 maart 2020 faalde voor het eerst een Merlin 1D tijdens de vlucht. Dit gebeurde tijdens de vijfde vlucht van booster B1048. Die booster had al dusdanige slijtage dat deze alleen nog voor SpaceX' eigen vluchten werd ingezet en niet voor klanten. De booster was in staat met acht motoren verder te vliegen en de tweede trap op de juiste snelheid af te koppelen door iets langer door te gaan. De booster kon onder de afwijkende omstandigheden het landingsschip niet bereiken. De oorzaak lag in een versleten flexibele beschermkap die scheurde waardoor vuur en hitte van de motoren in het compartiment met bedrading en leidingen kon komen.
Bij sommige vluchten die wegens een betrekkelijk lage baan en lichtere vracht minder stuwkracht vereisen wordt een M-vac met een kortere straalpijp uitgerust. Hoewel de effectiviteit van de motor daarmee afneemt bespaart dit SpaceX de kosten van de langere straalpijp. De straalpijpen zijn van een zeer prijzige legering gemaakt.

### Merlin 2 en Raptor
SpaceX had in 2010 plannen om een grotere Merlin-motor te ontwikkelen die zou voortborduren op de techniek achter de Merlin 1 en die voor de SpaceX Mars-raket zou worden gebruikt. Deze hadden in de toenmalige plannen ook op latere versies van de Falcon 9 als enkele hoofdmotor moeten komen. Later werd de Merlin 2 geannuleerd en in plaats daarvan de op methaan werkende Raptor ontwikkeld. De Raptor is niet alleen qua brandstof anders, hij is ook technisch anders dan de Merlins door de zeer effectieve full flow staged combustion-verbrandingscyclus te gebruiken.
Voor de annulering van de Merlin 2 zijn meerdere redenen te noemen. Zo is de specifieke impuls van methaan beter. Ook is die brandstof op Mars uit de atmosfeer te winnen. Voor het landen van een raket is een aantal kleine motoren als de Merlin 1D veel geschikter dan een grote motor omdat men daarmee meer stuwkracht kan terugnemen.

## Trivia
- De straalpijp van de M-vac is van zeer dun metaal gemaakt. Daardoor is deze zeer kwetsbaar en kan een lichte kracht hem al indeuken. Om te zorgen dat hij zijn vorm behield zat er aan het eind van de straalpijp een verstevigingsring. Wanneer de motor startte werd die eruit geblazen. Dit is zichtbaar in de veel van de webcasts van Falcon 9-lanceringen. In 2022 of 2023 stopte SpaceX met het gebruiken van de verstevigingsring.